# Aberdeen Exhibition and Conference Centre

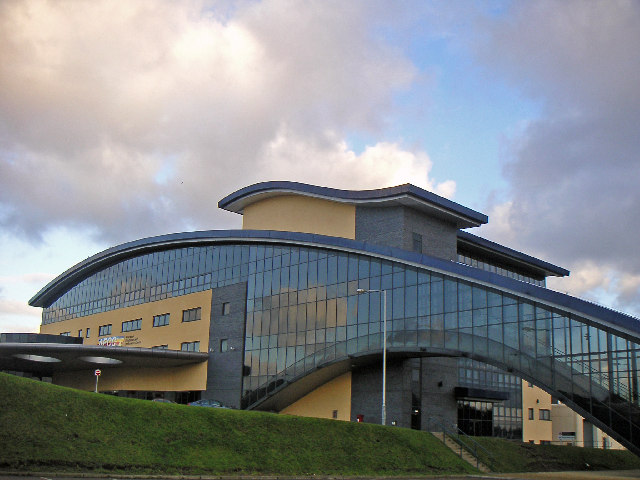
Aberdeen Exhibition & Conference Centre

Das Aberdeen Exhibition and Conference Centre (AECC) war ein Veranstaltungszentrum im schottischen Aberdeen.
Das Zentrum wurde 1985 eröffnet. Das Herzstück der Anlage bildete die Arena, eine Mehrzweckhalle für 8500 Personen (unbestuhlt) oder 4750 Personen (bestuhlt). Hier fanden Konzerte, Comedy- oder Sportveranstaltungen statt. Es gab noch ein Auditorium mit 450 Sitzplätzen. Für Tagungen oder Festlichkeiten standen weitere kleinere Säle zur Verfügung.
Das Zentrum wurde im März 2020 abgerissen. Im Vorort Bucksburn ging die neue und größere Halle P&J Live in Betrieb.